# Liste der Naturdenkmale in Westerburg
Die Liste der Naturdenkmale in Westerburg nennt die im Gemeindegebiet von Westerburg ausgewiesenen Naturdenkmale (Stand 13. Juni 2024).

## Naturdenkmale
| Nr.         | Bezeichnung                 | Lage                                              | Beschreibung        | Bild                          |
| ----------- | --------------------------- | ------------------------------------------------- | ------------------- | ----------------------------- |
| ND-7143-506 | Lindenallee                 | Sainscheid, an der K 90 Lage                      | Tilia sp., 24 Bäume | mehr Fotos \| Fotos hochladen |
| ND-7143-511 | Alte Eiche im Gewerbegebiet | Sainscheid, Gutenbergstraße, gegenüber Nr. 1 Lage | Quercus sp.         | mehr Fotos \| Fotos hochladen |

## Ehemalige Naturdenkmale
| Nr. | Bezeichnung                  | Lage                                                        | Beschreibung                                             | Bild                                    |
| --- | ---------------------------- | ----------------------------------------------------------- | -------------------------------------------------------- | --------------------------------------- |
|     | Zwei alte Linden             | Wengenroth, nördlich des Ortes; Flur Lange Hecke Lage       | Tilia sp., zwei Bäume; Rechtsverordnung aufgehoben       | Direkt Bild zu diesem Denkmal hochladen |
|     | Alte Linde am Friedhof       | Gershasen, südlich des Ortes; Flur Im Boden Lage            | Tilia sp.; 2021 durch Sturm zerstört                     | Fotos hochladen                         |
|     | Alte Linde                   | Sainscheid, westlich des Ortes; Flur In der Morgenbitz Lage | Tilia cordata; Rechtsverordnung aufgehoben               | Direkt Bild zu diesem Denkmal hochladen |
|     | Alte Buchen am Franzosengrab | Westerburg, nordwestlich des Ortes; Abteilung Die Hub Lage  | Fagus sylvatica, drei Bäume; Rechtsverordnung aufgehoben | Direkt Bild zu diesem Denkmal hochladen |